# Nyikolaj Mihajlovics Budarin
Nyikolaj Mihajlovics Budarin (oroszul: Николай Михайлович Бударин) (Kiria, Csuvasföld,  1953. április 29.–) orosz űrhajós.

## Életpálya
Katonai szolgálatát Csehszlovákiában teljesítette. 1979-ben a Moszkvai Repülési Intézetben (MAI) szerzett diplomát, gépgyártás (repülőgép) szakon. Mérnökként dolgozott az NPO Energia vállaltnál. 1976-tól az "Energia" vállalt villanyszerelője, 1978-tól villanyszerelő mester, 1982-től tesztmérnök, 1988-tól a vizsgáló állomás vezetője. 2004-től ugyanitt az MCC repülés műszak vezetője. 1981-ben a Kalinyingrádi Egyetemen politikai ismeretekből szerzett diplomát. 2007-ben beválasztották az orosz parlamentbe.
1989. január 25-től részesült űrhajóskiképzésben. Három hosszú távú űrszolgálat alatt összesen 444 napot, 1 órát és 25 percet töltött a világűrben. Nyolc űrséta (kutatás, szerelés) alatt összesen 44 óra 46 percet töltött az űrállomáson kívül. A forrás űrállomáson kívüli tevékenységnek tekinti a nyomás (űrruhában) alatt végzett biztosítási (1 óra 15 perc) tevékenységet is. Űrhajós pályafutását 2004. szeptember 7-én fejezte be.

## Űrrepülések
- STS–71 Atlantis űrrepülőgép fedélzeti mérnökeként indult a Mir-űrállomásra. Az első alkalom, hogy a hosszú távú személyzetet, valamint a kutató csapatot az amerikai űrrepülőgép szállította. Összesen 75 napot, 11 órát, 20 percet és 21 másodpercet töltött a világűrben. Három űrséta (kutatás, szerelés) alatt összesen 14 óra 32 percet töltött az űrállomáson kívül. A Szojuz TM–21 fedélzetén tért vissza a Földre.
- Szojuz TM–27 fedélzeti mérnöke. Összesen 207 napot, 12 órát, 51 percet és 2 másodpercet töltött a világűrben. Öt űrséta (kutatás, szerelés) alatt összesen 30 óra 14 percet töltött az űrállomáson kívül. Egy sikertelen űrséta miatt 1 óra és 15 percet töltött nyomás (űrruhában) alatt.
- STS–113 Endeavour űrrepülőgép küldetés specialistaként indult a Mir-űrállomásra. A Szojuz TMA–1 űreszközzel tért vissza a Földre. Összesen 161 napot, 1 órát és 14 percet töltött a világűrben.

### Tartalék személyzet
- Szojuz TM–21 fedélzeti mérnöke
- Szojuz TM–25 fedélzeti mérnöke

## Kitüntetések
- Megkapta a Arany Csillag kitüntetést.